# Günther-Eberhardt Wisliceny
Günther-Eberhardt Wisliceny, född 5 september 1912 i Regulowken, Kreis Angerburg, död 25 augusti 1985 i Hannover, var en tysk Obersturmbannführer i Waffen-SS. Han var yngre bror till Dieter Wisliceny.

## Biografi
Wisliceny blev 1933 medlem av SS-Stabswache, en föregångare till Leibstandarte. Fem år senare, 1938, gick han med i SS-pansargrenadjärregemente 4 ”Der Führer”. Under fälttåget på Balkan 1941 ledde han ett infanterikompani. Wisliceny utmärkte sig i slaget vid Kursk 1943 och tilldelades Riddarkorset av Järnkorset.
I slutet av 1944 anförde Wisliceny SS-pansargrenadjärregemente 3 ”Deutschland” i Normandie. Han stred även i Eifel, Ardennerna och i Ungern, innan han i andra världskrigets slutskede hamnade i amerikansk krigsfångenskap. Han utlämnades senare till Frankrike, där han misstänktes ha begått krigsförbrytelser i Tulle och Oradour-sur-Glane. Wisliceny släpptes 1951.

## Utmärkelser
Günther-Eberhardt Wislicenys utmärkelser
- Hitlerjugends gyllene hedersutmärkelse
- Järnkorset av andra klassen: 27 juni 1941
- Järnkorset av första klassen: 7 november 1941
- Infanteristridsmärket i silver: 1 december 1941
- Östfrontsmedaljen: 1 augusti 1942
- Riddarkorset av Järnkorset med eklöv och svärd
  - Riddarkorset: 30 juli 1943
  - Eklöv: 26 december 1944
  - Svärd: 6 maj 1945[2][a]
- Tyska korset i guld: 25 april 1943
- Närstridsspännet i brons: 1943
- Närstridsspännet i silver: 1 april 1944
- Närstridsspännet i guld: 31 mars 1945
- Såradmärket i silver: 1944
- Såradmärket i guld: 31 mars 1945
- SS Hederssvärd
- Totenkopfring